# Katastrofa samolotu wojskowego w Szymkencie
Katastrofa samolotu wojskowego w Szymkencie, do której doszło 25 grudnia 2012 roku w czasie podchodzenia do lądowania przed lotniskiem w Szymkencie, w Kazachstanie.

## Okoliczności zdarzenia
Wojskowy samolot Antonow An-72 z 20 funkcjonariuszami kazachskiej służby granicznej (w tym z szefem tej służby, płk. Turganbekiem Stambekowem) oraz siedmioma członkami załogi, lecący ze stolicy kraju Ałmaty, znikł z ekranów radarów około godziny 18:55 czasu miejscowego, w trudnych warunkach atmosferycznych, kiedy znajdował się na wysokości 650 metrów. Ratownicy skierowani z Szymkentu w rejon katastrofy (około 5 km od miasta) dotarli na jej miejsce, gdy pozostałości samolotu były już zniszczone przez pożar; wszyscy znajdujący się na pokładzie samolotu zginęli.

## Przyczyny katastrofy
Za przyczynę katastrofy uznano złe warunki atmosferyczne oraz awarię wysokościomierza samolotu. Podczas podchodzenia do lądowania, nad Szymkentem przechodziła potężna śnieżyca. Podczas zniżania, piloci otrzymali polecenie wykonania nawrotu w prawo. Wykonując ten manewr, piloci nie zauważyli, że znajdują się nad górą o wysokości 650 metrów. Nie zostali również ostrzeżeni przez komputer pokładowy, do czego przyczynił się zepsuty wysokościomierz. Samolot uderzył prawym skrzydłem o wzgórze. Po zderzeniu, piloci natychmiast poderwali samolot w górę, ale kilka sekund później utracili nad nim kontrolę. An-72 gwałtownie przechylił się na prawą stronę i rozbił się na polu. Katastrofa miała miejsce 20 km od lotniska w Szymkencie.
26 grudnia w godzinach porannych Komitet Bezpieczeństwa Narodowego Republiki Kazachstanu opublikował listę ofiar katastrofy. Ujawniono, iż kapitanem samolotu był Marat Nurachmetow, a drugim pilotem był Asłan Łukpanow. Prezydent Kazachstanu, Nursułtan Nazarbajew, z powodu katastrofy ogłosił 27 grudnia 2012 dniem żałoby narodowej.